# Diego Rubio Rodríguez
Diego Rubio Rodríguez (Cáceres, 1986) es un académico y político español, actual director del Gabinete de la Presidencia del Gobierno desde 2024. Anteriormente, fue secretario general de Políticas Públicas, Asuntos Europeos y Prospectiva Estratégica 2023 (2023-2024) y director de la Oficina Nacional de Prospectiva y Estrategia País (2020-2023).

## Biografía
Nació en Cáceres, en 1986. Se licenció en Historia por la Universidad Autónoma de Barcelona (UAB) con el mejor expediente académico del país, por lo que obtuvo el Premio Nacional de Excelencia Académica, el galardón más prestigioso que concede el Ministerio de Educación a nivel universitario en España. Completó su formación con un máster en la École Normale Supérieure de Francia, un año de licenciatura en la Sorbona de París, fue becario invitado en la Universidad Columbia de Nueva York, y realizó un doctorado en la Universidad de Oxford.
Entre 2015 y 2017, fue lector y research fellow en la Universidad de Oxford. Y entre 2017 y 2020, profesor de Historia Aplicada y Gobierno en la IE University, donde creó y dirigió el Centro para la Gobernanza del Cambio, una de las instituciones de prospectiva tecnológica más punteras de Europa según Public. En aquel periodo, asesoró a varios organismos internacionales, incluyendo las Naciones Unidas, la Comisión Europea y la Secretaría General Iberoamericana.

### Carrera política
En febrero de 2020, el Consejo de Ministros le nombró director general de la nueva Oficina Nacional de Prospectiva y Estrategia País a Largo Plazo, con el mandato de «analizar de manera sistemática la evidencia empírica disponible para identificar los posibles retos y oportunidades demográficos, económicos, geopolíticos, medioambientales, sociales o educativos que España tendrá que afrontar en el medio y largo plazo, y de ayudar al país a prepararse para ellos». Tres años después, fue elevado al rango de subsecretario.
Pasó a formar parte del «comité de expertos» en asesoramiento al Gobierno durante la crisis del COVID-19. Asimismo, en 2023 fue miembro del Comité Organizador de la presidencia española del Consejo de la Unión Europea.
En noviembre de 2023 fue nombrado secretario general de Políticas Públicas, Asuntos Europeos y Prospectiva Estratégica.En febrero de 2024 asumió a su vez la dirección de la Oficina Nacional de Asesoramiento Científico, con el mandato de «fomentar el uso de la evidencia empírica y el conocimiento científico en el proceso de toma de decisiones».
En septiembre de 2024, el presidente del Gobierno propuso a su jefe de Gabinete, Óscar López Águeda, como ministro para la Transformación Digital y de la Función Pública, proponiendo a su vez a Rubio para el cargo de director de su Gabinete.

## Investigación
Rubio es especialista en historia aplicada, teoría del cambio, prospectiva y gobernanza anticipatoria. Su investigación trata de entender cómo cambian las sociedades a lo largo del tiempo, prestando una especial atención a cuestiones como la causalidad y la contingencia, las trayectorias dependientes, y los efectos de la innovación tecnológica y las transformaciones geopolíticas. Sus ideas han sido recogidas en numerosos congresos académicos, artículos y medios de comunicación como la BBC, El País, TVE y El Mundo.
En 2019, Rubio escribió y presentó Una historia del futuro, una serie documental de varios capítulos producida por History Channel en la que analiza el futuro de cuatro cuestiones que marcarán el porvenir de la sociedad en las próximas décadas –el clima, el trabajo, la democracia, y la globalización– de la mano de investigadores de renombre internacional como Timothy Snyder (Yale), Naomi Oreskes (Harvard), Erik Brynjolfsson (MIT), Graham Allison (Harvard), Carl Benedikt Frey (Oxford), Steven Levitsky (Harvard) y César Hidalgo (MIT).